# John White Geary
John White Geary (Contea di Westmoreland, 30 dicembre 1819 – Harrisburg, 8 febbraio 1873) è stato un politico, avvocato, insegnante, generale, e ingegnere statunitense, 1º sindaco di San Francisco, 3º Governatore del Kansas e 16º Governatore della Pennsylvania.